# Calopinace

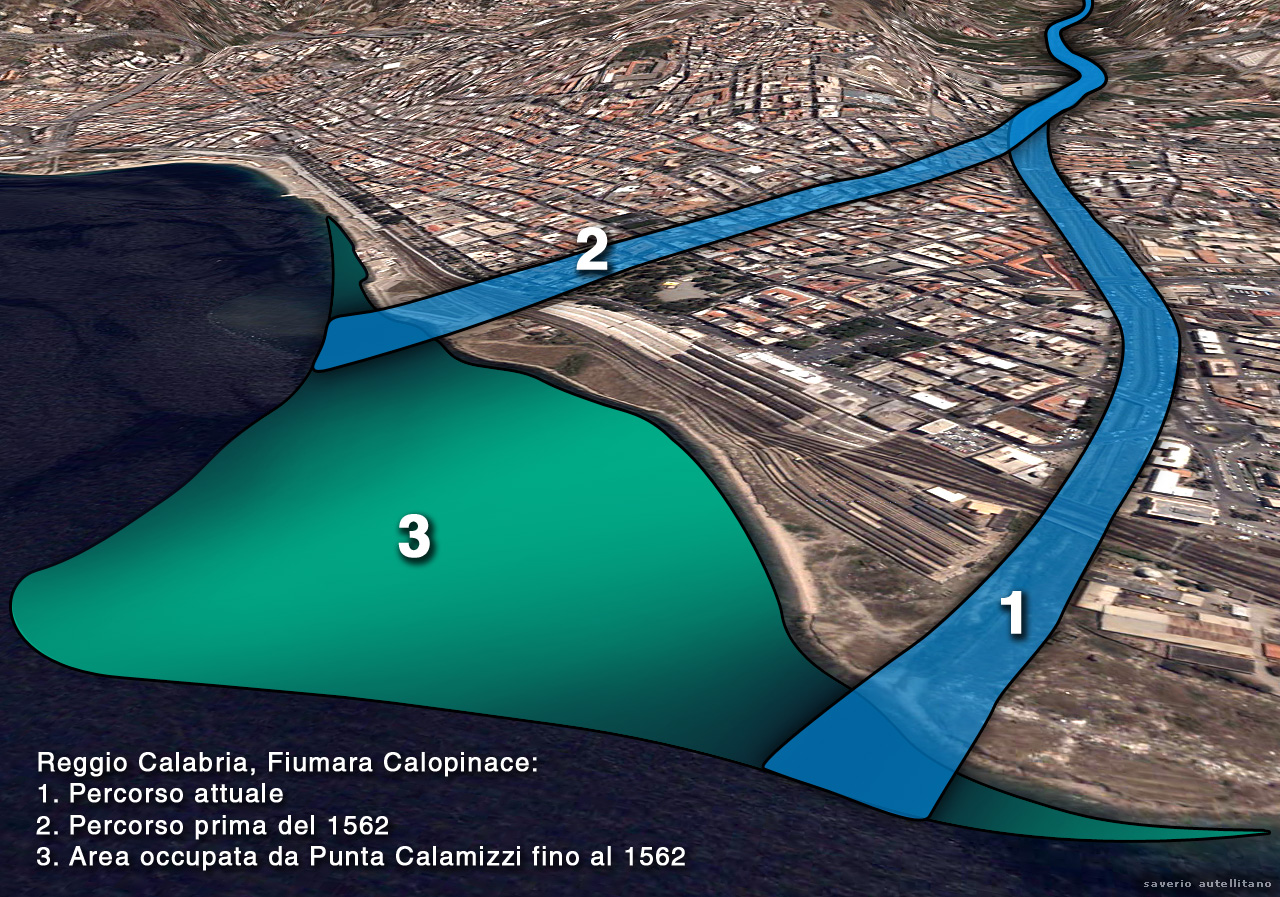
Una possibile ma non certa ricostruzione della foce del Calopinace

Il Calopinace, o Fiume Calopinace (dal greco καλός πινακε - calòs pinàke - bella vista), detto anche Fiumara della Cartiera, è una fiumara che attraversa la città di Reggio Calabria che ha ereditato il bacino idrografico dall'antico fiume Apsìas (o Apsia),  alla cui foce approdarono i coloni greci che nell'VIII secolo a.C., fondarono la città di Rhegion. Nei secoli tale fiumara fu indicata anche con il nome di Taurocinio.
La fiumara nasce sull'Aspromonte per sfociare a Reggio nelle vicinanze della stazione centrale nei pressi di quella che anticamente era Punta Calamizzi (che si inabissò in seguito ad un terremoto nel 1562), separando il centro storico della città dai quartieri Rione Ferrovieri e Sbarre.
Le continue esondazioni del Calopinace hanno spinto l'amministrazione cittadina a creare degli argini in cemento lungo i quali passano importanti vie stradali ("bretelle") per risolvere i problemi legati alla viabilità urbana. Lungo una di tali arterie, presso la foce del fiume, fra il 1918 e il 1937 era presente il binario della tranvia di Reggio Calabria.
Nei suoi pressi è stato costruito il CeDir e sarà di prossimo completamento il Palazzo di Giustizia, entrambi sulla sponda destra del Calopinace.
Il fiume, durante la stagione estiva, è costantemente secco. Durante quella invernale, invece, la sua portata aumenta.